# Бригадирівка (Балаклійська міська громада)
Бригади́рівка — село в Україні, у Балаклійській міській громаді Ізюмського району Харківської області. Населення становить 994 осіб. Протяжність села становить понад 6 км. Бригадирівкою село називається тому, що один з поміщиків мав військове звання бригадир.

## Географія
Село Бригадирівка поділено на дві частини. Поруч протікають річки Волоська Балаклійка і Жолобок, за 2 км — колишнє село Веселе. Близько села знаходиться курган Могила-Царькова (висота 5 м). Поруч проходить автошлях міжнародного значення М03E40.

## Історія
Заснуваня села датується 1783 роком, у якому було закінчене будівництво Свято-Успенського храму (діяв по 1929 рік, службу було відновлено наприкінці 90-х років ХХ століття в іншому пристосованому приміщені в центрі села). В писаних джерелах згадується в Атласі Слобідсько-Української губернії за 1797 рік. Також згадується у Книзі Великому кресленню (рос. Книга Большому чертежу): «…от Волохов Яра по почтовому тракту в Изюм расположено людное село Бригадировка, имеющие 3 тыс. жителей, школу, торговые лавки, 3 ярмарки и церков Успения Богородицы». За адміністративним устроєм село належало до Волоховоярської волості Зміївського повіту.
З історичних пам'яток є близько десятка скіфських курганів ІІ століття н. е. Через село проходив Ізюмський поштовий тракт Муравського шляху.
Село на перших порах свого існування було також військовим поселенням — до ліквідації таких поселень у 1857 році. Основним заняттям мешканців села був обробіток землі та утримання худоби. Жіноча частина населення взимку займалася тканням полотна та виготовленням з нього одягу.
За даними на 1864 рік у казеному селі Бригадирове мешкало 1158 осіб (585 чоловічої статі та 573 — жіночої), налічувалось 373 дворових господарства, існувала православна церква, відбувалось 3 ярмарки на рік.
Станом на 1914 рік кількість мешканців зросла до 4 666 осіб.
Село постраждало внаслідок геноциду українського народу, проведеного урядом СССР у 1932—1933 роках, кількість встановлених жертв в Бригадирівці, комуні Червоний Фронтовик та хуторі Бурлуцький — 496 людей.
12 червня 2020 року, відповідно до Розпорядження Кабінету Міністрів України  № 725-р «Про визначення адміністративних центрів та затвердження територій територіальних громад Харківської області», увійшло до складу Балаклійської міської територіальної громади.
19 липня 2020 року, в результаті адміністративно-територіальної реформи та ліквідації Балаклійського району, село увійшло до складу Ізюмського району.
22 червня 2023 року рішенням № 230 Національної комісії зі стандартів державної мови віднесено до списку населених пунктів, які «можуть не відповідати лексичним нормам української мови», зокрема стосуватися «російської імперської чи колоніальної політики». Громаді рекомендовано обґрунтувати доцільність збереження поточної назви або запропонувати нову назву в установленому законодавством порядку.

## Населення

### Мова
Розподіл населення за рідною мовою за даними перепису 2001 року:
| Мова            | Кількість | Відсоток |
| --------------- | --------- | -------- |
| українська      | 926       | 93.16 %  |
| російська       | 62        | 6.24 %   |
| вірменська      | 4         | 0.40 %   |
| інші/не вказали | 2         | 0.20 %   |
| Усього          | 994       | 100 %    |